# Punisher Kills the Marvel Universe
Punisher Kills the Marvel Universe (рус. Каратель уничтожает Вселенную Марвел) — комикс-ежегодник 1995 года издания о Карателе, персонаже комиксов издательства  Marvel Comics. Автор сценария — Гарт Эннис, художник — Даг Брейтвейт. Ежегодник представляет альтернативную историю того, как Фрэнк Кастл стал Карателем. В оригинальной версии семья Фрэнка Кастла погибла в Центральном парке Нью-Йорка, в перестрелке, начавшейся между криминальными кланами. В Punisher Kills the Marvel Universe семья Карателя так же погибает в Центральном парке, но виной становится разгоревшееся там сражение между супергероями и инопланетянами, устроившими вторжение на Землю.

## Сюжет
Комикс начинается с воспоминания из детства Карателя. Много лет назад Фрэнк Кастл вступается за Мэтта Мердока перед хулиганами в районе Нью-Йорка, Адская Кухня. Прогнав хулиганов, Кастл говорит Мердоку, что тот должен уметь постоять за себя.
Действие переносится в настоящее время. Фрэнк Кастл, сотрудник команды NYPD (Нью-йоркский полицейский департамент) SWAT (после ухода из Корпуса морской пехоты США), мчится на автомобиле в Центральный парк Нью-Йорка, где по сообщению диспетчера Люди Икс и Мстители вступили в бой с инопланетянами, вторгшимися на Землю. После того как супергероям удалось остановить вторжение, в парке появляется Сорвиголова, он ругает Циклопа и Капитана Америку, лидеров супергеройских команд за неосторожные действия их подчиненных и обвиняет в гибели оказавшейся на месте сражения женщины и её детей. Фрэнк Кастл узнает в убитых свою жену и детей. Циклоп просит прощение за случившееся. В ответ на это разгневанный Кастл достает пистолет и открывает огонь по супергероям. Ему удается убить Циклопа, Джубили и Соколиного глаза. Росомаха ранит Кастла и собирается убить, но вмешивается Колосс и мешает Росомахе закончить задуманное.
Фрэнк Кастл предстает перед судом. Его адвокатом выступает Мэтт Мердок. Но, т. к. Кастл убил нескольких национальных героев, судья выносит приговор: пожизненное заключение.
Кастла направляют в тюрьму Райкер, но подкупленные охранники привозят его в дом некоего мистера Кесселринга. Когда-то мистер Кесселринг занимал высокое место в обществе, пока его лицо не оказалось обезображенным из-за того, что Доктор Дум бросил Человека-Факела в его машину. Он и его друзья, так же пострадавшие оттого, что оказались втянуты в разборки супергероев и суперзлодеев, готовы предоставить Кастлу все необходимые ресурсы, лишь бы тот расправился со  всеми существующими сверхлюдьми. Кастл соглашается, и становится Карателем.
Кесселринг дает Кастлу помощника Микрочипа, бывшего члена ВВС США. В прошлом Микрочип отказался отдать Доктору Осьминогу ключи для запуска ракет, за что остался без обеих ног.
Каратель приступает к своей первой миссии. В канализации он убивает Человека-паука и Венома, дерущихся друг с другом. Брюс Баннер убит в то время, когда оправляется от своего последнего превращения в Невероятного Халка.
После расправы с Кингпином Карателя арестовывает полиция. До заседания суда к Кастлу приходит Мердок и просит прекратить убийства.
Кессельринг снова помогает Карателю бежать. Вместе с Микрочипом они тайно отправляются в Латверию, где расправляются с Доктором Думом.  Позже, с помощью ядерной бомбы из замка Дума, на Луне будут убиты Люди Икс, Братство Мутантов и Икс-Фактор.
Мстители заживо сгорают из-за неполадок с телепортом. Мистер Фантастика найден мёртвым в мусорном контейнере.
Каратель убивает Росомаху, бросив того в трансформатор. Из-за высокого напряжения тело Росомахи сгорает, за исключением скелета. Капитан Америка убит выстрелом из пистолета в голову.
Спустя пять лет после начала своей деятельности Каратель уничтожает почти всех сверхлюдей.
Кастл рассказывает своим благодетелям, что устал от убийств и закончит, после того как расправится с Сорвиголовой, последним оставшимся суперчеловеком. Кессельринг не соглашается с таким решением, он говорит, что крестовый поход Карателя против сверхлюдей никогда не закончится, ведь со временем появятся новые их представители, которые тоже должны быть убиты. Кессельринг достаёт пистолет, Каратель убивает его. А друзьям Кессельринга говорит, что жажда мести сделала их жалкими и убьет каждого, кто попытается связаться с ним.
В районе Адская Кухня, где, по словам Сорвиголовы, и началась эта история. Каратель вступает в бой с последним живым сверхчеловеком.
Кастл ранен после падения с крыши. Сорвиголова просит противника пережить свою боль, и прекратить убивать. Не слушая, Каратель бьет ножом в грудь Сорвиголове. Перед смертью Сорвиголова снимает маску и Кастл потрясен, увидев лицо Мэтта Мердока.
Мердок говорит, что Каратель убил всех людей в масках. На это Кастл отвечает, что остался ещё один, и стреляет себе в голову.

## Критика
Том Кнапп, главный критик Rambles.NET  так написал о Punisher Kills the Marvel Universe:
Я никогда не любил Карателя. Но комикс Punisher Kills the Marvel Universe бросился мне в глаза из-за огромной новизны идеи. Вместо того чтобы бороться с преступниками в одиночку, Фрэнк "Каратель" Кастл берет на себя канонических суперлюдей Marvel. Некоторые читатели могут почувствовать себя нехорошо при чтении о гибели любимых супергероев. Кто-то может подумать что Каратель выполняет свои цели слишком быстро и легко, чем могло бы показаться разумным - и, конечно, эта книга выиграла бы и с боле чем 48 страниц выделенных на неё. Но история жестка и увлекательна. Исполнитель Даг Брейтуэйт дает истории должное, хотя его герои слишком шероховаты, как будто сделаны из глины.

## Коллекционные издания
Punisher Kills the Marvel Universe входил в тома: Punisher by Garth Ennis Omnibus (ISBN 0-7851-3383-6) наряду с ранними сериями Энниса  The Punisher (2000 series) и Punisher: Welcome Back, Frank (Marvel Comics, твёрдая обложка, ISBN 0-7851-3384-4, мягкая обложка, ISBN 0-7851-0783-5, Panini Comics, мягкая обложка, ISBN 1904159214)